# Autographa ypsilon
Autographa ypsilon là một loài bướm đêm trong họ Noctuidae.